# دهستان تمین
دهستان تمین، یکی از دهستان‌های بخش لادیز شهرستان میرجاوه در استان سیستان و بلوچستان ایران است. مرکز این دهستان، روستای تمین است.

## جمعیت
بر پایه سرشماری عمومی نفوس و مسکن در سال ۱۳۹۵، جمعیت دهستان تمین برابر با ۸٬۵۲۴ نفر بوده‌است.